# 海底嬌娃藍華
《海底娇娃蓝华》（AIKa）是1997年日本OVA。美艷的女性角色搭配超短迷你裙，成為本作的一大賣點；同時，製作群刻意安排許多殺必死鏡頭與攝影角度上的走光，成為本作的另一賣點。而本作品也成為近代日本動畫“露内裤”之風作品的創始作和代表性作品。
此外，2007年本作品曾推出新作《AIKa R-16：VIRGIN MISSION》（译名：处女任务），屬於前傳性質，讲述蓝华高中生时代的初次冒险。

## 故事內容
西元2036年，因為20年前地球發生大規模的災害，大多的陸地被大海淹沒。許多國家和企業為了找尋沈到海底的遺產，開始互相爭奪，因而產生了一種新興職業“海底探险打捞业”。故事的主角皇藍華是海底探险打捞业中的一流高手，哈根博士則是為了創造自己心中的理想國而妄想毀滅世界的狂人。為了阻止哈根博士的野心，皇藍華與夥伴們展開了戰鬥……

## AIKa 人物簡介
皇 藍華
配音：佐久間玲
26歲，KK公司的海底探險打撈者。
相田 緒
配音：小西寬子
18歲，KK公司董事長的女兒，海底探險打撈業實習生，活潑的眼鏡娘，崇拜藍華。
相田 鄉造
配音：大塚明夫
51歲，KK公司董事長，里緒的父親，撫養雙親皆已死亡的藍華長大。
道草 旬太郎
配音：小野坂昌也
海底探險打撈業新人，只在特別篇與第2期登場。
哈根博士
配音：鹽澤兼人
31歲，試管嬰兒出身的天才科學家，好女色。為了創造自己心中的理想國而妄想毀滅全人類，想在毀滅全人類以後創造以帶有優秀遺傳基因的人類為主體的世界。

## AIKa R-16 人物簡介
皇 藍華
配音：小清水亞美
16歲，高中一年級生，經常會遲到。本身是強化人，也是強化人實驗中唯一倖存者(Aika劇情提到過)。并且已經擁有海底探險打撈業的C級資格證書，被愛里邀請參加探險行動。
美波野 卡莲
配音：能登麻美子
藍華的同學，三無少女，胸部有不明意義的蝴蝶標記，行動的關鍵，同時也是謎一樣的人物。
真海 爱
配音：福圓美
16歲，藍華的同學，某企業的任性大小姐，學生會會長，同時也是學校尋寶探險部部長。她邀請了藍華參加本次探險行動。

## AIKa ZERO 故事內容
女子學校愛艾羅學園連續發生美少女失蹤事件，行蹤不明已超過３０人，而被找回的少女們，全部都失去失蹤期間的記憶。從卡蓮與愛里處接受事件搜查委託的藍華，以高中生的模樣潛入學園，逐漸接近那個可疑團體——不斷引誘學生們來到自己的房間，行為怪異的謎之美少女團體「白夜」……

## AIKa ZERO 人物简介
皇 蓝华
配音：小清水亞美
一邊幫忙海底探險打撈工作，一邊修讀大學課程的19歲女主角。潛入女子學校借用戲劇社的服裝，穿著新款式的超迷你裙。
美波野 卡蓮
配音：能登麻美子
高中時代藍華等人的前輩，左胸上有個蝴蝶形的印記，是某人的複制人。外貌至今仍沒改變，維持著17歲的樣子，自稱「永遠的17歲」。
白鳥 美由
配音：後藤邑子
學生會長，全校憧憬的美少女，學生會成員構成的團體「白夜」的領袖。正進行著古怪的計劃，到底她有甚麼企圖？
真海 愛
配音：福圓美
藍華高中時代的同級生，好奇心旺盛，是真海重工業的大小姐，擁有大型遊艇。憑著雙親的人脈及財力就讀私立大學。
凪紗 沙子
配音：桑夏子
藍華等人就讀的高中教師，現成為照顧卡蓮的保鑣。愛鎗成癡，亦擅長格鬥技，保健室內常備大量武器。
相田 鄉造
配音：大塚明夫
藍華的養父，擁有海底探險打撈業的A級資格證書。
白菊 凛
配音：高橋美佳子
「白夜」的成員。
白石 香奈
配音：下田麻美
「白夜」的成員。
E.T.A.I
配音：澤城美雪
謎樣的美少女，是「白夜」的幕後操縱者。

## 漫画版
《AIKa》
《AIKa》所对应的漫画版，由此路あゆみ执笔，Wani Books1998年1月發行，《Comic Gum》連載，單行本全一冊，ISBN 4847032683。
《AIKa R-16：School Mission》
《AIKa R-16》所对应的漫画版，由藤島真之介执笔，秋田書店2008年1月發行，《Champion RED Ichigo》連載，單行本全一冊，ISBN 978-4-253-23214-2。
《AIKa ZERO》
《AIKa ZERO》所对应的漫画版，由アザミユウコ执笔，Wani Books2010年3月發行，《Comic Gum》2009年10月號至2010年2月號連載，單行本全一冊，ISBN 978-4-8470-3721-4。
《AIKa ZERO Cute》
《AIKa ZERO》所对应的漫画版，由千树理音执笔，2009年7月1日至2010年2月1日在Bandai Visual辖下的网站《YOMBAN》上连载，仅可在线阅读。

## 製作人員
- 原作、動畫製作：Studio Fantasia
- 製作：池口和彦（日语：池口和彦）
- 導演：西島克彦
- 構成：金卷兼一
- 人物設計：山内則康
- 人物設計協力：森山雄治
- 機械設計：木村英文
- 動作協調：田中良
- 色彩設定：伊東修子、一色綠
- 美術監督：小倉一男
- 撮影監督：佐野禎史
- 音響監督：藤山房伸
- 音楽：兼崎順一
- 音楽製作：金子重雄
- 音樂原聲：日本哥倫比亞
- 製作：萬代影視

## 主題曲
- 「Sailing To The FutureRise」 2007年3月28日（OVA AIKa R-16：VIRGIN MISSION OP&ED） 小清水亞美擔當。

1. Sailing To The Future
2. Rise
3. Sailing To The Future (instrumental)
4. Rise (instrumental)

## 相關項目
- 七虹香電擊作戰－與該作的製作人員和題材內容相同的電視動畫作品

## 外部連結
- AIKa ZERO官方网站 （页面存档备份，存于）（日語）
- AIKa Blog （页面存档备份，存于）（日語）
- YOMBAN AIKa ZERO Cute连载网站（日語）
- AIKa（動畫）在動畫新聞網百科全書中的資料（英文）
- AIKa R-16: Virgin Mission（動畫）在動畫新聞網百科全書中的資料（英文）
- AIKa ZERO（動畫）在動畫新聞網百科全書中的資料（英文）